# KK Dynamic
O Košarkaški klub Dynamic (em português:  Dynamic Basquetebol Clube), conhecido também como Dynamic VIP PAY por razões de patrocinadores, é um clube de basquetebol baseado em Belgrado, Sérvia que atualmente disputa a KLS e a segunda divisão da Liga Adriática. Manda seus jogos no Centro Esportivo Dynamic com capacidade para 500 espectadores.

## Histórico de Temporadas
| Temporada | Nível | Liga  | Pos. | J     | PL | Resultado        |
| --------- | ----- | ----- | ---- | ----- | -- | ---------------- |
| 2015-16   | 2     | 2.MLS | 1    | 13-13 |    | Promovidocampeão |
| 2016-17   | 1     | KLS   | 3    | 20-6  |    |                  |
| 2017-18   | 1     | KLS   | 2    | 19-7  |    |                  |

fonte:eurobasket.com

## Títulos

### Competições domésticas
- Liga Sérvia de Basquetebol (segunda divisão)

Campeão (1): 2015-16